# Церковь Афродиты
«Це́рковь Афроди́ты» — религиозная группа, основанная в 1938 году русским эмигрантом Глебом Боткиным в Соединённых Штатах. Эта организация считается одной из первых предшественников движения Богини. Церковь Афродиты является монотеистическая по своей структуре, так как признаёт единственную богиню женского пола, названную в честь древнегреческой богини любви Афродиты.

## История
Глеб Евгеньевич Боткин родился в 1900 году в семье Евгения Боткина, семейного врача Романовых, и поэтому Глеб вырос в богатой семье при императорском дворе. После Октябрьской революции, в июле 1918 года бывшая императорская семья вместе с несколькими ближайшими помощниками, включая Евгения Боткина, была расстреляна в подвале дома Ипатьева в Екатеринбурге. Его сын, Глеб Боткин, отступил на восток вместе с белыми, но после их поражения бежал через Японию в США.
Получив работу коммерческого иллюстратора, Г. Е. Боткин начал писать серию книг, как художественных, так и научно-популярных, в том числе рассказы-воспоминания о Романовых. Многие из его вымышленных историй также были основаны на его опыте общения с русской аристократией. Рассказ «Бессмертная женщина» (1933) рассказывает историю вымышленного русского композитора Николая Дирина, который после революции бежал в Соединённые Штаты, где поселился на Лонг-Айленде, в том самом месте, где поселился сам Боткин. «Бессмертная женщина» показывает, что Боткин начал задумываться о монотеистической богине, например, в цитате, в которой русский православный священник отец Аристарх утверждает, что «Верховное божество должно быть женщиной», а в другой момент Дирин входит в церковь и начинает «горячо молиться Афродите — своей прекрасной и доброй богине, которую христианская церковь осуждает как Белую Дьяволицу, а её почитателей главы христианской церкви неоднократно предавали анафеме». Позже Глеб Боткин перенёс церковь в Шарлоттсвилл, штат Вирджиния. Он самостоятельно издал книгу, в которой утверждал, что Афродита была верховным божеством, а сотворение мира было похоже на рождение женщиной вселенной. Церковь Афродиты была одной из первых в своём роде неоязыческой религиозной организацией в Соединённых Штатах.

## Основы учения
Единственным известным печатным источником, касающимся вероучительной доктрины Церкви Афродиты, является трактат «В поисках реальности», написанный и опубликованный Глебом Боткиным в 1960-х годах. Трактат начинается с утверждения, что «преобладающие религиозные убеждения и нравственные нормы... основаны главным образом на... фантазиях... первобытных людей из далёкого прошлого», и автор хотел «развиваться нравственно и интеллектуально, а также дать нам возможность жить более счастливой жизнью». Основные положения афродизианской веры выражены в «Афродизианском кредо» и «Двадцать одной статье Афродизианской веры».
Центральное понятие в метафизике Боткина — любовь, которую он определяет не как эмоцию, а как «энергию», порождающую всё сущее. Единственным «неисчерпаемым источником любви — её первоосновой и конечным объектом — является Верховное Божество и Творец. Согласно Боткину, Божество является Творцом по той причине, что оно излучает любовь, которая создаёт космос. Процесс этой эманации является «органическим», и поэтому «космос следует рассматривать как плод Божественного Организма, а не как произвольно созданный артефакт». Вот почему Верховное Божество следует представлять «не как Бога-Отца, а как Богиню-Мать», поскольку «только женский организм способен приносить плоды». Поскольку Боткин считал любовь вечным потоком, он связывал надежды на бессмертие людей с тем фактом, что они сознательно способны любить друг друга и Божество. «Потусторонний мир» или «Рай» — это место, где отсутствует зло — противоположность Любви и сопутствующим ей Красоте и Гармонии.
Отношения между Богиней Афродитой и видимым миром можно сравнить с отношениями между матерью и ребёнком. Рождая ребёнка естественным путём, мать продолжает заботиться о нём как своим телом, так и разумом. Таким образом, Богиня в Её отношениях с нашим миром является одновременно Всеобщей Причиной и Всеобщим Разумом.
Поскольку Церковь Афродиты монотеистическая религия синкретического характера, её убеждения не соответствуют современной реконструктивистской религии эллинизма, а ближе к неоязыческому Движению Богини.